# Polymixis reisseri
Polymixis reisseri är en fjärilsart som beskrevs av Karl Schawerda. Polymixis reisseri ingår i släktet Polymixis och familjen nattflyn. Inga underarter finns listade i Catalogue of Life.